# Unité urbaine de Saint-Laurent-de-la-Salanque
L'unité urbaine de Saint-Laurent-de-la-Salanque est une agglomération française centrée sur les communes du Barcarès et de Saint-Laurent-de-la-Salanque, dans l'Aude et les Pyrénées-Orientales.

## Données générales
Dans le zonage réalisé par l'Insee en 2010, l'unité urbaine était composée de trois communes, toutes situées dans le département des Pyrénées-Orientales.
Dans le nouveau zonage réalisé en 2020, elle est composée de quatre communes, la commune de Leucate, située dans le département de l'Aude, ayant été ajoutée au périmètre.
En 2022, avec 19 937 habitants dans les Pyrénées-Orientales, elle représente la 3e unité urbaine de ce département. Elle occupe le 24e rang dans la région Occitanie.
En 2021, sa densité de population s'élève à 378 hab/km2. Par sa superficie dans les Pyrénées-Orientales (41,18 km²), elle représente 1 % du territoire de ce département et, par sa population, elle regroupe 4,08 % de la population de ce département.
Le tableau suivant détaille la répartition de l'unité urbaine sur les départements concernés (les pourcentages sont relatifs au département d'appartenance des communes) :
| Département         | Communes | Communes (%) | Superficie (km²) | Superficie (%) | Population (2022) | Population (%) |
| ------------------- | -------- | ------------ | ---------------- | -------------- | ----------------- | -------------- |
| Pyrénées-Orientales | 3        | 1,33         | 41,18            | 1              | 19 937            | 4,08           |
| Aude                | 1        | 0,23         | 23,55            | 0,38           | 4 531             | 1,21           |

## Composition 2020 de l'unité urbaine
Elle est composée des quatre communes suivantes :
| Nom                          | Code Insee | Département         | Statut       | Superficie (km2) | Population (dernière pop. légale) | Densité (hab./km2) | Modifier                                    |
| ---------------------------- | ---------- | ------------------- | ------------ | ---------------- | --------------------------------- | ------------------ | ------------------------------------------- |
| Le Barcarès                  | 66017      | Pyrénées-Orientales | ville-centre | 11,65            | 6 203 (2022)                      | 532                | modifier les données · modifier les données |
| Saint-Laurent-de-la-Salanque | 66180      | Pyrénées-Orientales | ville-centre | 12,39            | 9 941 (2022)                      | 802                | modifier les données · modifier les données |
| Leucate                      | 11202      | Aude                | banlieue     | 23,55            | 4 531 (2022)                      | 192                | modifier les données · modifier les données |
| Torreilles                   | 66212      | Pyrénées-Orientales | banlieue     | 17,14            | 3 793 (2022)                      | 221                | modifier les données · modifier les données |

## Évolution démographique
| 1968  | 1975  | 1982   | 1990   | 1999   | 2010   | 2015   | 2021   | 2022   |
| ----- | ----- | ------ | ------ | ------ | ------ | ------ | ------ | ------ |
| 7 670 | 7 777 | 10 191 | 13 560 | 16 250 | 19 927 | 23 788 | 24 430 | 24 468 |

#### Données générales
- Unité urbaine en France
- Aire d'attraction d'une ville
- Liste des unités urbaines de France

#### Données démographiques en rapport avec l'unité urbaine de Saint-Laurent-de-la-Salanque
- Aire d'attraction de Perpignan
- Arrondissement de Perpignan
- Arrondissement de Narbonne

#### Données démographiques en rapport avec l'Aude et les Pyrénées-Orientales
- Démographie de l'Aude
- Démographie des Pyrénées-Orientales